# William Findley

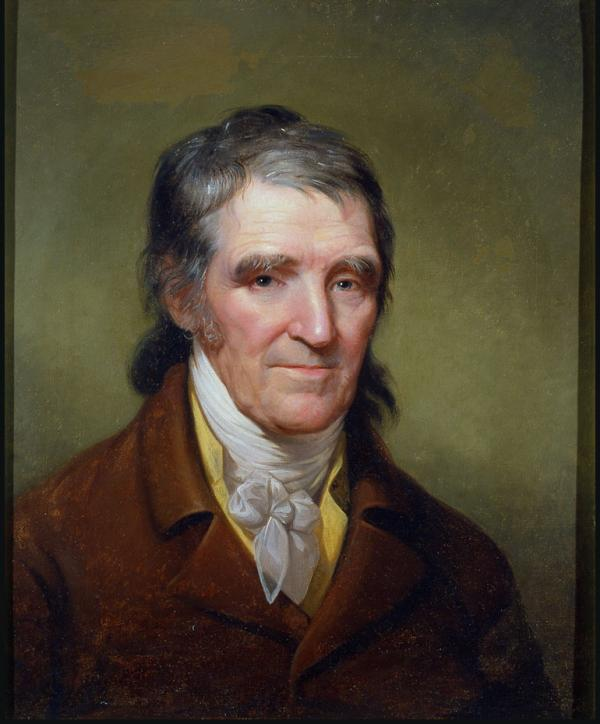
William Findley (Gemälde von Rembrandt Peale)

William Findley (* 1741 oder 1742 in der Provinz Ulster, Irland; † 4. April 1821 bei Greensburg, Pennsylvania) war ein US-amerikanischer Politiker. Zwischen 1791 und 1799 sowie nochmals von 1803 bis 1817 vertrat er den Bundesstaat Pennsylvania im US-Repräsentantenhaus.

## Werdegang
William Findley besuchte die öffentlichen Schulen seiner irischen Heimat. Im Jahr 1763 kam er nach Philadelphia. Nach einigen Zwischenstationen gelangte er in das Westmoreland County. In den 1770er Jahren schloss er sich der amerikanischen Revolution an. Er nahm als Soldat der Miliz am Unabhängigkeitskrieg teil und stieg dabei bis zum Hauptmann auf. Danach arbeitete er als Weber. Gleichzeitig schlug er in Pennsylvania auch eine lange politische Laufbahn ein. Zwischen 1784 und 1787 war er Mitglied der Staatslegislative; in den Jahren 1789 und 1790 gehörte er dem Regierungsrat von Pennsylvania (State supreme executive council) an. Danach war er von 1790 bis 1791 Abgeordneter im Repräsentantenhaus von Pennsylvania. Im Jahr 1790 nahm er auch als Delegierter an einem Verfassungskonvent seines Staates teil. Politisch war er ein Gegner der Bundesregierung unter Präsident George Washington. Später wurde er Mitglied der Ende der 1790er Jahre von Thomas Jefferson gegründeten Demokratisch-Republikanischen Partei.
Bei den Kongresswahlen des Jahres 1790 wurde Findley im achten Wahlbezirk von Pennsylvania in das damals noch in Philadelphia tagende US-Repräsentantenhaus gewählt. Nach drei Wiederwahlen konnte er bis zum 3. März 1799 vier Legislaturperioden im Kongress absolvieren. Seit 1795 vertrat er dort den damals neu eingerichteten elften Distrikt seines Staates. Während der Whiskey-Rebellion von 1794 versuchte er zwischen den Parteien zu vermitteln, um weitere Eskalationen zu vermeiden.
Nach seiner Zeit im US-Repräsentantenhaus betätigte sich William Findley in der Landwirtschaft. Von 1799 bis 1802 saß er im Senat von Pennsylvania. Bei den Kongresswahlen des Jahres 1802 wurde er als Kandidat der Democratic Republicans wieder im achten Bezirk seines Staates in den Kongress in Washington, D.C. gewählt. Nach sechs Wiederwahlen konnte er bis zum 3. März 1817 sieben weitere Legislaturperioden im US-Repräsentantenhaus absolvieren. Während dieser Zeit wurde im Jahr 1803 durch den von Präsident Jefferson getätigten Louisiana Purchase das Staatsgebiet der Vereinigten Staaten beträchtlich erweitert. Im Jahr 1804 wurde der zwölfte Verfassungszusatz ratifiziert. Seit 1812 prägten die Ereignisse des Britisch-Amerikanischen Krieges auch die Arbeit des Kongresses. William Findley war ein treuer Anhänger der Präsidenten Thomas Jefferson und James Madison. Zwischen 1803 und 1813 leitete er den Wahlausschuss. Seit 1813 vertrat er im Kongress dann noch einmal den elften Wahldistrikt Pennsylvanias.
Nach seinem endgültigen Ausscheiden aus dem Kongress im Jahr 1817 ist William Findley politisch nicht mehr in Erscheinung getreten. Er starb am 4. April 1821 auf seinem Anwesen nahe Greensburg.